# Polestar
Polestar é uma fabricante sueca de automóveis especializada na produção de veículos elétricos. A empresa é controlada principalmente pela PSD Investment do bilionário chinês Li Shufu, pela Geely Holding e pela Volvo Cars. Sua sede está localizada em Torslanda, nos arredores de Gotemburgo, na Suécia.
Adotando uma abordagem de desenvolvimento e fabricação "leve em ativos", a Polestar não possui instalações próprias de produção. Em vez disso, seus veículos são fabricados em instalações controladas pela Volvo ou pela Geely em diversos países, incluindo China, Estados Unidos e Coreia do Sul.
A marca teve origem na Flash Engineering, uma equipe sueca de automobilismo fundada em 1996 que competia no Scandinavian Touring Car Championship. Em 2005, a equipe foi vendida e rebatizada como Polestar Racing, passando a operar também uma divisão de tuning de veículos chamada Polestar Performance AB.
Em julho de 2015, a Volvo Cars adquiriu a marca Polestar e, a partir de 2017, a reposicionou como uma fabricante de veículos elétricos. O time de corrida foi renomeado para Cyan Racing, mantendo uma relação próxima com a Volvo.
A holding atual da Polestar, Polestar Automotive Holdings UK PLC, foi formada no Reino Unido em 2021 por meio de uma parceria entre a Volvo Cars e a Geely Holding Group. As ações da Polestar começaram a ser negociadas na bolsa Nasdaq em 24 de junho de 2022, sob o código PSNY.

## Automóveis
O primeiro carro da Polestar foi introduzido no dia 17 de outubro de 2017: Polestar 1, um luxuoso coupé 2+2 inspirado no Concept Coupé da Volvo introduzido em 2013, que inclui influências do lendário Volvo P1800. O Polestar 1 conta com uma drivetrain híbrida elétrica, com uma potência combinada de 450 kW (600 cv) e 1.000 N⋅m (740 lbf⋅ft) de binário, vetoriado por dois motores traseiros de 80 kW (110 cv). O carro tem uma bateria de 34 kWh (46 cv⋅h) e uma autonomia de 150 km (93 mi) em modo elétrico puro. O Polestar 1 será construído num novo Centro de Produção Polestar construído de propósito em Chengdu, na China, a partir de 2019, a um ritmo de até 500 por ano, e disponibilizado por subscrição e não por venda.
Em 2019, a Polestar anunciou o Polestar 2, um veículo elétrico de tamanho médio (BEV). Foi revelado no dia 27 de fevereiro de 2019 numa revelação online que foi transmitida a partir da sede da Polestar em Gotemburgo, Suécia. Logo a seguir, teve a sua estreia pública no Salão de Genebra de 2019.  A fase inicial do lançamento do produto Polestar será então concluída com a chegada subsequente de um BEV de estilo SUV maior, o Polestar 3.